# Бокіни
Бокіни (пол. Bokiny) — село в Польщі, у гміні Лапи Білостоцького повіту Підляського воєводства.
Населення — 314 осіб (2011).
У 1975-1998 роках село належало до Білостоцького воєводства.

## Демографія
Демографічна структура станом на 31 березня 2011 року:
|          | Загалом | Допрацездатний вік | Працездатний вік | Постпрацездатний вік |
| -------- | ------- | ------------------ | ---------------- | -------------------- |
| Чоловіки | 143     | 21                 | 95               | 27                   |
| Жінки    | 171     | 33                 | 86               | 52                   |
| Разом    | 314     | 54                 | 181              | 79                   |